# جون فريدريك
جون فريدريك (بالإنجليزية: John Friedrich)‏ هو ممثل أمريكي، ولد في 15 مارس 1958 بلوس أنجلوس في الولايات المتحدة.

## وصلات خارجية
- جون فريدريك على موقع IMDb (الإنجليزية)
- جون فريدريك على موقع قاعدة بيانات الفيلم (الإنجليزية)